# Ordinary Girl (canção de Hannah Montana)
Ordinary Girl é uma canção pop da cantora, compositora e atriz norte-americana Miley Cyrus, performada por Hannah Montana - o alter ego de Miley Stewart (personagem de Miley Cyrus) — personagem da série original do Disney Channel Hannah Montana. Foi lançada nos Estados Unidos na Rádio Disney, no dia 2 de julho de 2010, sendo usada para divulgação da 4.ª temporada da série, Hannah Montana Forever.

## Base
"Ordinary Girl" foi escrita por Toby Gad e Arama Brown. Foi lançada no dia 2 de julho de 2010 pela Rádio Disney, e em seguida, no dia 6 de julho de 2010, para todas as lojas digitais. Foi  apresentada no segundo episódio de Hannah Montana Forever, "Hannah Montana to the Principal's Office".

## Crítica
Stephanie Bruzzese, da CommonSenseMedia, declarou que esta canção é "sólida, com encaixes mal-humorados de guitarra, que são apoiados por cativantes aplausos percurssivos e um refrão com belas e jovens vozes - um set-up que parece mais adequado para o amadurecimento vocal de Miley.

## Performance
A canção estreou na posição #98 no Hot Digital Songs, e ficou na mesma até o dia 11 de julho de 2010, e em seguida alcançou a posição #49, duas semanas depois. A canção também estreou em #91 na Billboard Hot 100 na semana de 31 de julho de 2010. Ela passou duas semanas no pico, e em seguida, caiu.

## Vídeo
Ao contrário de outros vídeos musicais de Hannah Montana, "Ordinary Girl" não é uma performance gravada em um concerto. O vídeo estreou em julho de 2010, e começa no camarim de Montana, onde ela se prepara para um show. Ela usa sua câmera de vídeo para gravar tudo o que acontece, gravando tudo até ela pisar no palco, onde uma multidão gritando está a esperando. Ela acena, então ela dá a câmera a uma menina na primeira fila do público. Em seguida, no vídeo, são mostrados flashes de uma sala da aula, onde a menina faz uma festa com seus amigos depois de receber a câmera, enquanto flashes de shows da 3.ª temporada passam no quadro branco. A câmera é então passada para uma outra menina, que bate em um menino, que começa a falar com ela. O rosto de Hannah não é mostrado em nenhuma parte do vídeo pelo fato de Miley Cyrus ter negado fazer o clip sendo assim usado uma modelo de corpo.

## Paradas Musicais
| Parada (2010)                    | Posição |
| -------------------------------- | ------- |
| U.S. Billboard Hot Digital Songs | 49      |
| U.S. Billboard Hot 100           | 91      |